# بخش مجولی
بخش مجولی (به انگلیسی: Majuli district) یک منطقهٔ مسکونی در هند است که در Upper Assam واقع شده‌است. بخش مجولی ۸۸۰ کیلومتر مربع مساحت و ۱۶۷٬۳۰۴ نفر جمعیت دارد.